# W53K
W53K（ダブリュ ごーさん ケイ）は、京セラが日本国内向けに開発した、auブランドを展開するKDDIおよび沖縄セルラー電話の携帯電話である。

## 特徴
「W44K/K II」や「A5526K」を基本に同社の「ベストスリムゾーン思想」に基づいて開発された、薄さが15.4ミリの回転2軸型でワンセグ対応携帯である。薄さ重視と開発コスト軽減のためか、EZ FeliCaとEZ FMには対応していない。内蔵スピーカーはベース機の「W44K/K II」と異なり、開発コスト軽減を理由でモノラルスピーカーを採用する。また、京セラの音声用端末としては初の「オープンアプリプレイヤー」および新800MHz帯（N800MHz帯・CDMA Band-Class 0）対応機種でもある。

## 沿革
- 2007年（平成19年）10月16日 KDDI、および京セラより公式発表。
- 2007年11月17日 中国・四国・沖縄エリアにて先行発売。
- 2007年11月20日 北海道エリアにて発売。
- 2007年11月22日 関東・九州エリアにて発売。
- 2007年11月23日 東北・北陸・関西エリアにて発売。
- 2008年（平成20年）5月 販売終了。

## 対応サービス
- au Smart Sports（2008年2月28日よりアプリのダウンロードにて対応）
- LISMO Music（LISMOビデオクリップ対応）
- EZナビウォーク（声de入力・3D対応）
- EZ助手席ナビ
- 安心ナビ
- 災害時ナビ
- 緊急通報位置通知
- EZチャンネルプラス
- 赤外線通信 (IrDA)
- EZケータイアレンジ
- PCサイトビューアー
- EZアプリ (BREW)（オープンアプリプレイヤー対応）
- デコレーションメール
- 絵しゃべりメール
- ラッピングメール